# 東淀川病院
東淀川病院（ひがしよどがわびょういん）は、大阪府大阪市淀川区三国本町にある病院。

## 概要
淀川区に位置しているが、1950年の開設時には当院所在地は東淀川区であった。合区などによって淀川区となったが、「東淀川病院」の名称を続けて使用している。92床(一般急性期病床39床,医療療養型病床53床)を擁している。
大阪府指定肝炎専門指定医療機関である。

## 診療科
- 内科[2]
- 消化器科[2]
- 胃腸科[2]
- 循環器科[2]
- 呼吸器科[2]
- 神経科[2]
- 精神科[2]
- 外科[2]
- 整形外科[2]
- 放射線科[2]
- アレルギー科[2]
- リハビリテーション科[2]
- 麻酔科[2]

## 医療機関の認定
- 保険医療機関[2]
- 労災保険指定病院[2]
- 生活保護法指定病院（中国残留邦人等の円滑な帰国の促進並びに永住帰国した中国残留邦人等及び特定配偶者の自立の支援に関する法律（平成六年法律第三十号）に基づく指定医療機関を含む。）[2]
- 結核指定病院[2]
- 公害医療機関[2]
- 原子爆弾被害者医療指定病院[2]
- 精神保健指定医の配置されている医療機関[2]
- 指定自立支援医療機関（精神通院医療）[2]
- 身体障害者福祉法指定医の配置されている医療機関[2]

## 交通アクセス
- 阪急宝塚本線「三国駅」より東へ500m、徒歩約8分。

## 周辺
- 淀川三国本町郵便局
- 大阪文化服装学院
- 淀川警察署 三国本町交番